# Bradina modestalis
Bradina modestalis là một loài bướm đêm trong họ Crambidae.